# Bertrand Poirot-Delpech
Bertrand Poirot-Delpech (10 de febrero de 1929 - 14 de noviembre de 2006) fue un periodista, ensayista y novelista francés nacido y fallecido en París. Miembro de la Academia Francesa en la que ocupó el asiento número 39. Como periodista se desempeñó principalmente en el rotativo Le Monde.

## Datos biográficos
Nacido en una familia de médicos y de universitarios. Sus ascendientes provenían de los Vosgos y de Montpellier.
Realizó sus primero trabajos como periodista en el diario Jamboree-France, órgano del escultismo francés en el año de 1947.
Ingresó a Le Monde en 1951 en donde fue cronista judicial, cronista de teatro y redactor del suplemento Le Monde des livres.
Padre de tres hijos. Su hija Julie es la escritora  Julie Wolkenstein (apellido de soltera Poirot-Delpech).
Fue elegido a la Academia Francesa el 10 de abril de 1986 para el asiento número 39. Antecedido por Jacques de Lacretelle y sucedido por Jean Clair.

## Reconocimientos
- Comendador de la Legión de Honor
- Comendador de la Orden Nacional al Mérito (Francia)
- Oficial de Artes y Letras de Francia

## Obra
- 1958 : Le Grand Dadais (Premio Interallié)
- 1960 : La Grasse Matinée
- 1962 : L’Envers de l’eau
- 1966 : Au soir le soir
- 1969 : Finie la comédie
- 1970 : La Folle de Lituanie (Gran Premio de Novela de la Academia Francesa)
- 1973 : Les Grands de ce monde
- 1976 : La Légende du siècle
- 1979 : Saïd et moi
- 1980 : Marie Duplessis
- 1981 : Feuilletons
- 1982 : Le Couloir du dancing
- 1985 : L’Été 36
- 1986 : Bonjour Sagan
- 1987 : Monsieur Barbie n’a rien à dire
- 1988 : Le Golfe de Gascogne
- 1989 : Traversées
- 1994 : L’Amour de l’humanité
- 1995 : Diagonales
- 1997 : L’Alerte, théâtre
- 1998 : Théâtre d’ombres, journal
- 1998 : Papon : un crime de bureau
- 1999 : Monsieur le Prince
- 2001 : J'écris Paludes
- 2002 : J'ai pas pleuré (colaboración con Ida Grinspan)